# Ciambella romagnola
La ciambella romagnola è un dolce tipico della Romagna. Si distingue dalle altre ciambelle per non avere il foro e per la forma a panetto.

## Caratteristiche
Il nome sembrerebbe derivare dal latino cymbula, cioè barcone, a cui rassomiglierebbe per la forma.
Gli ingredienti comuni sono: farina, uova, latte, zucchero, strutto, lievito e scorza di limone grattugiata o vanillina o liquore d'anice. Ricettari di famiglia di fine Ottocento riportano certe varianti: alcune più ricche, che usano burro al posto dello strutto, altre povere con farina di mais. L'impasto viene suddiviso in filoni che vengono ricoperti di zucchero semolato o in granella e viene infornato a 170° per mezz'ora. Dopo la cottura si presenta con alcune caratteristiche screpolature dovute alla lievitazione. 
Si tratta di un dolce povero, che si consuma a colazione bagnandola nel latte, o fuori pasto bagnandola nel vino (per lo più Albana dolce) o, tipicamente nei giorni di festa, al posto del pan di Spagna nella preparazione della zuppa inglese.
È tradizionale anche una versione più ricca in cui si aggiunge la ricotta fra gli ingredienti.
Un prodotto simile è il bensone emiliano, che differisce per avere, come ingrediente, il burro invece dello strutto.